# 국제연맹합기회
국제연맹합기회(國際聯盟合氣會, 'International HKD Federation)는 1974년 합기도의 명장인 명재남에 의해 설립되었습니다. 원래 명칭은 (International Hapkido Federation) 이었는데, 한기도와 한검도가 IHF 교과과정에 추가되면서 이름이 바뀌었다.